# 瑪歌酒莊
玛歌酒庄（Château Margaux，法語發音：[ʃato maʁɡo] ⓘ）是位于法国梅多克地区占地达262公顷的葡萄酒庄园。该酿酒庄园位于马尔戈市，并冠以该原产地命名控制（Appellation de Margaux contrôlée，详见原产地命名控制）。该庄出产的葡萄酒是享誉世界的波尔多葡萄酒之一。
玛歌酒庄在目前法國官方排名中，是位列第一等（Premier Grand Cru）的五大酒庄之一，与拉菲酒庄、拉度酒庄、木桐酒庄和侯伯王酒庄共享该殊荣。

## 歷史
瑪歌酒莊在12世紀時就已存在，但一直到16世紀時，才隨著莱斯托纳克家族（Lestonnac）的來到，以及1570年代皮埃尔·德·莱斯托纳克（Pierre de Lestonnac）將一些農田改種葡萄樹後，才讓它的酒佔有一席之地。 18世紀時，瑪歌莊園包括了265公頃的園地，以及一直作為葡萄園的78公頃地。
18世紀時，如同大多數的梅多克地區的酒莊，瑪歌酒莊經過了一段非常暗淡的時期。  但因為Berlon的經營管理，使得瑪歌酒莊有著巨大的變化。 Berlon創造改革了不少了釀酒方法，像是在清晨採摘葡萄以避免其被露水覆蓋，以及確認土質的重要性。
在19世紀時，瑪歌酒莊已經是廣為人知的知名酒莊。  美國總統湯瑪斯·傑佛遜將其名列於他個人份類中的第一名。 而1855年由拿破崙所製定的分類也肯定了這點。
在1970年代，在經過一連串低品質酒的問題後，從1950就開始持有酒莊的擁有者們被迫出售它。  之後接手的成功買家是由希臘人André Mentzelopoulos領導的法國食品雜貨財團。  他將其轉變為一項釀酒方面的成功投資，在他1980過世時，瑪歌酒莊以重新返回頂級酒莊的行列。 
而在1990初期，瑪歌酒莊的部份股份被協商交換給義大利的阿涅利家族，但經營權仍然掌握在André Mentzelopoulos的女兒Corinne手上，直到2003年，她又將股份買回，成為瑪歌酒莊的唯一股東。

## 葡萄株
瑪歌酒莊的葡萄樹平均樹齡是35歲。 身為梅多克的優越酒莊，瑪歌酒莊所使用的主要葡萄為赤霞珠（卡本內-蘇維濃），佔75%，其次則是梅洛的20%，剩下的則是品丽珠和小維多。  
每年約有3萬箱的一級酒（Premier Cru）和红亭酒（Pavillon Rouge，通稱二軍酒，除了使用葡萄較年輕外，釀造的方法完全相同）產出，也有極少量的種植长相思來釀造白亭酒（Pavillon Blanc）的酒作為波爾多AOC級酒產出。

## 外部連結
- Chateau Margaux on Cellarnotes.net （页面存档备份，存于）

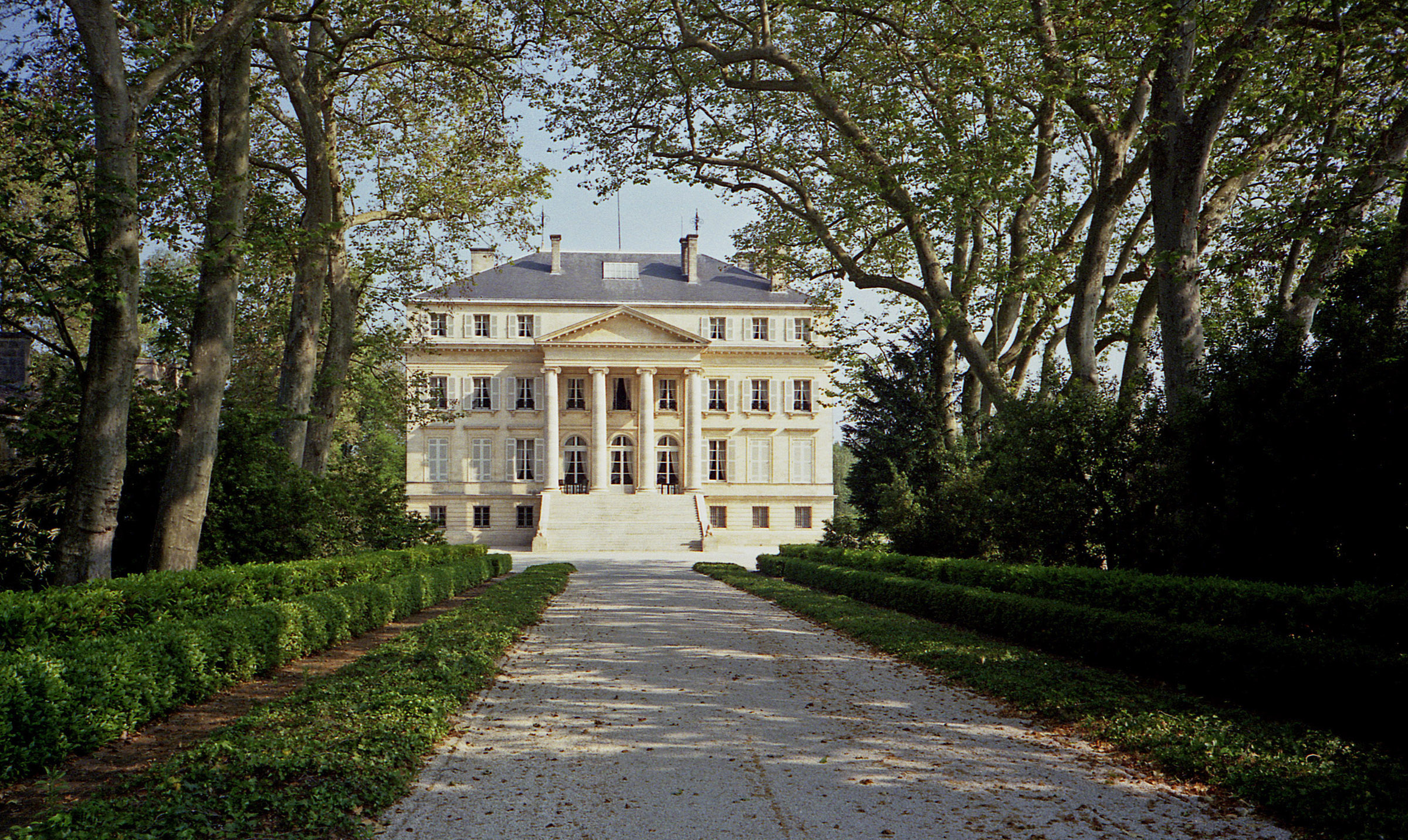
玛歌酒庄

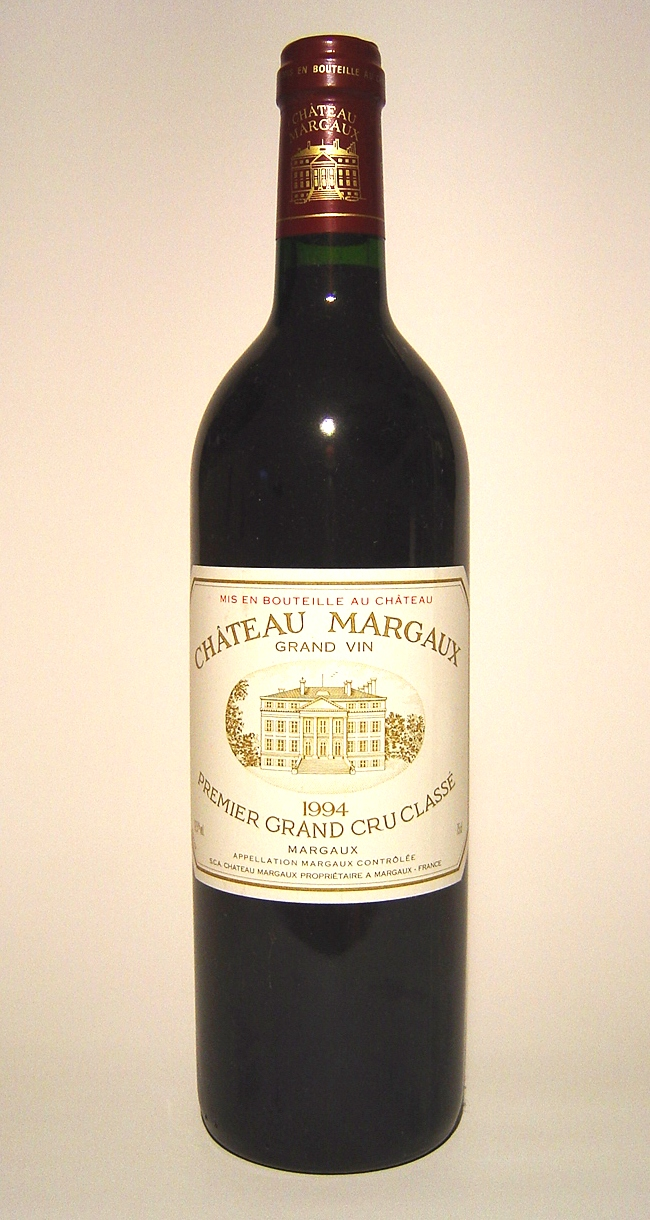
玛歌酒庄1994年份的葡萄酒

- Château Margaux （页面存档备份，存于）
- Château Margaux 1967 tasted by Guido Mylemans （页面存档备份，存于）